# ミス・ユニバース2007
ミス・ユニバース2007（Miss Universe 2007）は56回目のミス・ユニバースで、2007年5月28日にメキシコの首都メキシコシティのナショナル・オーディトリアムで開催された。メキシコでの開催は1993年以来14年ぶり4回目。
ミス・ユニバース・ジャパン2007森理世が日本代表として出場し、1959年児島明子に続く48年ぶり日本人として2人目のミス・ユニバースとなった。

## 概要
5月1日～3日に候補者およびミス・ユニバース2006のスレイカ・リベラが続々到着し、さまざまなイベント等をこなし、21日・22日に事前審査（面接）、23日に事前審査（水着審査・イブニングガウン審査）が行われた。司会はミス・ティーンUSA1998のヴァネッサ・ミニロと、ミス・アメリカ2007司会のマリオ・ロペスで、各国の予選を勝ち抜いた77カ国が参加した。
世界大会はミス・ユニバース機構をドナルド・トランプと共に共同保有するNBC、テレムンド（メキシコ国内ではテレビサ）が中継し、世界各国で放送された。審査員は、デザイナーのマーク・バウアー、テレビ女優・モデルのリンゼイ・クルバイン、ファッション誌「エル」のファッションディレクターでプロジェクト・ランウェイ審査員もつとめるニーナ・ガルシア、メキシコシティー出身のテレビ俳優マウリシオ・イスラス、米フィギュアスケーターのミシェル・クワン、韓国系米テレビ俳優のジェームズ・キーソン・リー、ミス・ユニバース1953のクリスティアン・マルテル（フランス出身、メキシコ在住）、ロックスターのデイヴ・ナヴァロ、フットボール選手でダラス・カウボーイズのクォーターバックのトニー・ロモ、ミス・ユニバース1993のダヤナラ・トレス（プエルトリコ）の10名。音楽ゲストはRBDであった。
イブニングドレス審査では、USA代表のレイチェル・スミスが転倒するアクシデントがあった。しかしトップ5に残り、インタビュー審査でも大ブーイングの嵐に巻き込まれ、最終的に5位止まりとなった。

## 最終結果

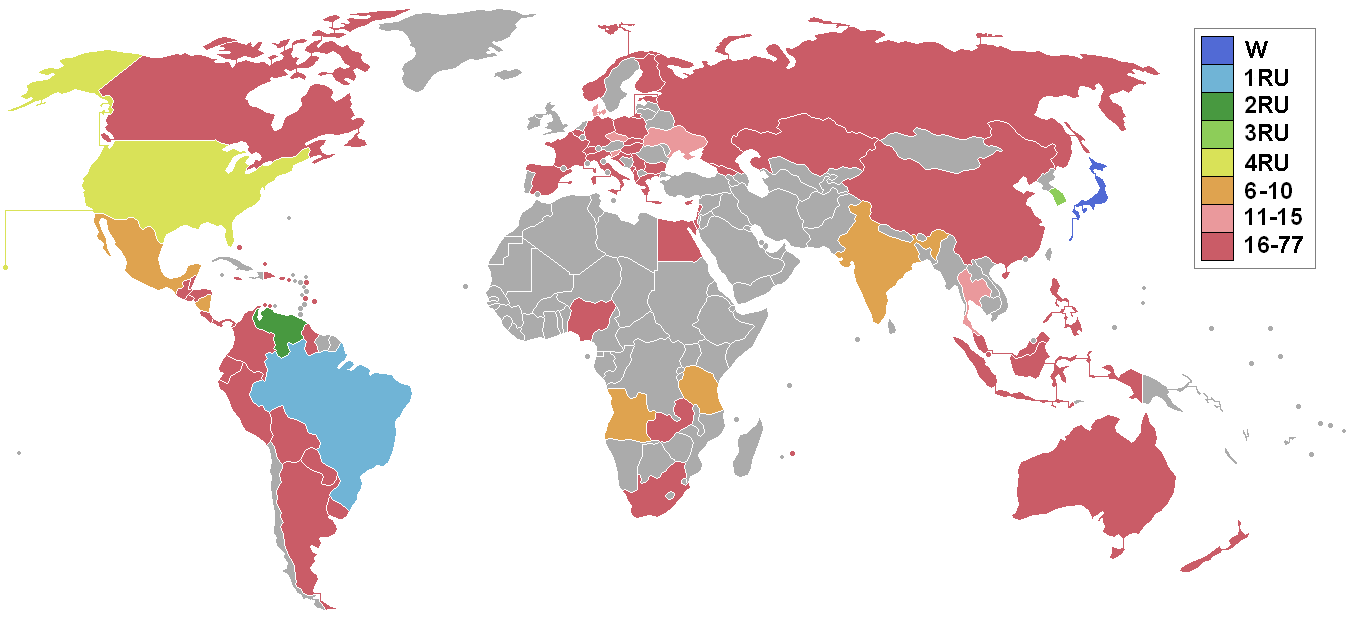
ミス・ユニバース2007の参加国・地域と最終結果

### 入賞者
| 最終結果             | 参加者 |
| -------------------- | --- |
| ミス・ユニバース2007 | - 日本 – 森理世（Riyo Mori） |
| 第2位                | - ブラジル – ナタリア・ギマランエス（Natália Guimarães） |
| 第3位                | - ベネズエラ – ライ・ヨナイタス（Ly Jonaitis） |
| 第4位                | - 韓国 – イ・ハニ（Lee Ha-nui\|Honey Lee） |
| 第5位                | - アメリカ – レイチェル・スミス（Rachel Smith） |
| トップ10             | - タンザニア – フラヴィアナ・マタタ - アンゴラ – ミカエラ・レイス - メキシコ – ロサ・マリア・オヘダ - インド – プジャ・グプタ - ニカラグア – シオマラ・ブランディーノ             |
| トップ15             | - スロベニア – ティアーシャ・コカリ - チェコ – ルツィエ・ハダソヴァ - デンマーク – ジャクリーナ・ショジッチ - タイ - ファルン・ユティトゥム - ウクライナ – リュドミラ・ビクムリナ |

### 特別賞
- ミス・コンジニアリティ： 中国 張寧寧
- ミス・フォトジェニック： フィリピン アンナ・セレサ・リカロス
- ベスト・ナショナル・コスチューム： インドネシア アグニ・プラティスタ

### スコア(大会中はTOP5以外順位発表なし)
| \| 国名 \| スイムスーツ審査 \| イブニングガウン審査 \| \| -------------- \| ---------------- \| -------------------- \| \| 日本 \| 9.599 (1) \| 8.943 (4) \| \| ブラジル \| 9.560 (2) \| 9.599 (1) \| \| ベネズエラ \| 8.971 (7) \| 9.510 (2) \| \| 韓国 \| 9.458 (3) \| 9.183 (3) \| \| アメリカ合衆国 \| 8.995 (6) \| 8.754 (5) \| \| タンザニア \| 9.223 (4) \| 8.488 (6) \| \| アンゴラ \| 9.150 (5) \| 8.363 (7) \| \| メキシコ \| 8.527 (9) \| 7.850 (8) \| \| インド \| 8.548 (8) \| 7.825 (9) \| \| ニカラグア \| 8.171 (10) \| 7.674 (10) \| \| スロベニア \| 8.163 (11) \| \| \| チェコ \| 8.113 (12) \| \| \| デンマーク \| 7.969 (13) \| \| \| タイ \| 7.940 (14) \| \| \| ウクライナ \| 7.900 (15) \| \| | Winner (優勝) First runner-up (準グランプリ) Second runner-up (第3位) Third runner-up (第4位) Fourth runner-up (第5位) Top 10 Top 15 (#) Rank in each round of competition |                      |
| 国名 | スイムスーツ審査 | イブニングガウン審査 |
| 日本 | 9.599 (1) | 8.943 (4)            |
| ブラジル | 9.560 (2) | 9.599 (1)            |
| ベネズエラ | 8.971 (7) | 9.510 (2)            |
| 韓国 | 9.458 (3) | 9.183 (3)            |
| アメリカ合衆国 | 8.995 (6) | 8.754 (5)            |
| タンザニア | 9.223 (4) | 8.488 (6)            |
| アンゴラ | 9.150 (5) | 8.363 (7)            |
| メキシコ | 8.527 (9) | 7.850 (8)            |
| インド | 8.548 (8) | 7.825 (9)            |
| ニカラグア | 8.171 (10) | 7.674 (10)           |
| スロベニア | 8.163 (11) |                      |
| チェコ | 8.113 (12) |                      |
| デンマーク | 7.969 (13) |                      |
| タイ | 7.940 (14) |                      |
| ウクライナ | 7.900 (15) |                      |